# Final da Copa do Brasil de Futebol de 2021
A final da Copa do Brasil de Futebol de 2021 foi a 33ª final da competição desportiva organizada pela Confederação Brasileira de Futebol (CBF). Foi decidida por Atlético Mineiro e Athletico Paranaense em duas partidas. Ambas as equipes chegaram à final tendo um título na disputa: o Atlético Mineiro conquistou em 2014, enquanto o Athletico Paranaense em 2019.
A partida de ida foi no dia 12 de dezembro no Estádio Mineirão em Belo Horizonte, Minas Gerais enquanto a partida de volta foi no dia 15 de dezembro na Arena da Baixada em Curitiba, Paraná. O torneio será decidido sem a regra do gol fora de casa novamente, já que, desde 2015, a CBF adota que a regra não valha para a final deste certame. O Atlético Mineiro venceu a competição após vencer por 4-0 em Belo Horizonte, e 2-1 em Curitiba.

## Caminhos até a final
| Atlético Mineiro | Atlético Mineiro | Atlético Mineiro | Atlético Mineiro | Rodada           | Athletico Paranaense | Athletico Paranaense | Athletico Paranaense | Athletico Paranaense |
| ---------------- | ---------------- | ---------------- | ---------------- | ---------------- | -------------------- | -------------------- | -------------------- | -------------------- |
| Oponente         | Resultado        | Partida de ida   | Partida de volta | Rodada           | Oponente             | Resultado            | Partida de ida       | Partida de volta     |
| Não disputou     | Não disputou     | Não disputou     | Não disputou     | Primeira fase    | Não disputou         | Não disputou         | Não disputou         | Não disputou         |
| Não disputou     | Não disputou     | Não disputou     | Não disputou     | Segunda fase     | Não disputou         | Não disputou         | Não disputou         | Não disputou         |
| Remo             | 4–1              | 2–0              | 2–1              | Terceira fase    | Avaí                 | 2–1                  | 1–1                  | 1–0                  |
| Bahia            | 3–2              | 2–0              | 1–2              | Oitavas de final | Atlético Goianiense  | 4–3                  | 2–1                  | 2–2                  |
| Fluminense       | 3–1              | 2–1              | 1–0              | Quartas de final | Santos               | 2–0                  | 1–0                  | 1–0                  |
| Fortaleza        | 6–1              | 4–0              | 2–1              | Semifinal        | Flamengo             | 5–2                  | 2–2                  | 3–0                  |

## Transmissão
Pertence à Rede Globo e ao SporTV os direitos de transmissão televisiva em território nacional da Copa do Brasil, inclusive da final. O grupo é responsável pela exibição em rede aberta e pode revender os direitos a outras emissoras fechadas.

## Jogos

### Primeiro jogo
| 12 de dezembro de 2021 | Atlético Mineiro                                  | 4 – 0  | Athletico Paranaense | Mineirão, Belo Horizonte                                                 |
| 17:30                  | Hulk 24' (p) · Keno 35' · Eduardo Vargas 56', 69' | Súmula |                      | Público: 53 181 Renda: R$ 8.325.723,05 Árbitro: RJ Bruno Arleu de Araújo |

| Atlético-MG | Athletico-PR |

| Atlético-MG:   |    |                    |     |     |
|                |    |                    |     |     |
| G              | 22 | Éverson            |     |     |
| LD             | 25 | Mariano            |     |     |
| Z              | 16 | Igor Rabello       | 79' |     |
| Z              | 3  | Junior Alonso      |     |     |
| LE             | 13 | Guilherme Arana    | 57' |     |
| V              | 29 | Allan              |     | 83' |
| V              | 8  | Jair               |     | 83' |
| M              | 15 | Matías Zaracho     |     |     |
| A              | 11 | Keno               |     | 67' |
| A              | 19 | Diego Costa        |     | 13' |
| A              | 7  | Hulk               | 22' |     |
| Substituições: |    |                    |     |     |
| G              | 32 | Rafael             |     |     |
| LD             | 2  | Guga               |     |     |
| Z              | 45 | Micael             |     |     |
| LE             | 6  | Dodô               |     |     |
| V              | 37 | Tchê Tchê          |     | 83' |
| M              | 20 | Hyoran             |     |     |
| M              | 23 | Nathan             |     |     |
| M              | 26 | Nacho Fernández    |     | 67' |
| M              | 27 | Calebe             |     | 83' |
| A              | 10 | Eduardo Vargas     |     | 13' |
| A              | 17 | Jefferson Savarino |     |     |
| A              | 18 | Eduardo Sasha      |     |     |
| Treinador:     |    |                    |     |     |
| Cuca           |    |                    |     |     |

| Athletico-PR:    |    |                   |     |     |
|                  |    |                   |     |     |
| G                | 1  | Santos            |     |     |
| LD               | 5  | Marcinho          |     |     |
| Z                | 34 | Pedro Henrique    | 53' |     |
| Z                | 44 | Thiago Heleno     | 11' |     |
| Z                | 2  | Nico Hernández    | 19' | 62' |
| LE               | 16 | Abner             |     | 85' |
| V                | 26 | Erick             |     |     |
| V                | 18 | Léo Cittadini     |     | 85' |
| M                | 11 | Nikão             |     |     |
| M                | 80 | David Terans      |     | 71' |
| A                | 79 | Renato Kayser     |     | 71' |
| Substituições:   |    |                   |     |     |
| G                | 99 | Bento             |     |     |
| Z                | 27 | Zé Ivaldo         |     |     |
| Z                | 37 | Lucas Fasson      |     |     |
| LE               | 6  | Márcio Azevedo    |     |     |
| LE               | 8  | Nicolas           |     | 85' |
| V                | 42 | Juninho           |     |     |
| M                | 15 | Jader             |     | 71' |
| M                | 19 | Jáderson          |     |     |
| M                | 55 | Fernando Canesin  |     | 85' |
| A                | 23 | Rômulo            |     |     |
| A                | 32 | Pedro Rocha       |     | 62' |
| A                | 38 | Vinicius Mingotti |     | 71' |
| Treinador:       |    |                   |     |     |
| Alberto Valentim |    |                   |     |     |